# John McGovern
John Prescott McGovern (Montrose, Escocia, 28 de octubre de 1949) es un exfutbolista y entrenador escocés. Tuvo una carrera como jugador ligada al entrenador Brian Clough, que le entrenó durante casi toda su carrera. Levantó dos Copas de Europa como capitán del Nottingham Forest y ganó dos ligas inglesas con el Derby County y con el Forest.
Se retiró tras ser jugador-entrenador del Bolton y nueve años después entrenó durante tres temporadas, hasta 1998.

## Trayectoria
John McGovern nació en Montrose, Escocia, pero cuando tenía 7 años su familia se trasladó a Hartlepool, una ciudad del Nordeste de Inglaterra. Fue miembro del equipo de rugby de su colegio, pero descubrió el fútbol en unas vacaciones con su familia en Escocia. Sin embargo, el fútbol no estaba permitido en su escuela y no lo pudo practicar hasta que tuvo 15 años. Hasta sus primeros contactos con el fútbol, y además del rugby, John también jugó al críquet y le atraía el tenis.
En 1965, Brian Clough y Peter Taylor emprendieron su primer proyecto como entrenadores en el club del pueblo de John, el Hartlepools United que militaba en la Football League Fourth Division, cuarta división inglesa. 
Después Clough decidió que McGovern jugara en el equipo sénior con 16 años. Con esa edad, tras un partido ante el Bradford City se convirtió en el jugador más joven en debutar en la historia del club. Tras dos años bajo Clough y Taylor, éstos se fueron al Derby County y en la temporada 1967-68 fue un jugador importante en la plantilla que consiguió el ascenso a la Football League Third Division (tercera división), entrenada por Gus McLean.
McGovern apenas jugó cinco partidos en la nueva categoría, porque en septiembre de 1968 fue repescado por Clough para el Derby County, que entonces jugaba en la Football League Second Division. Ese mismo año el Derby logró el ascenso a la primera división inglesa y al debutar el año siguiente en ésta, con 19 años, se convirtió en el jugador más joven en jugar en las cuatro divisiones de la Football League. Siguiendo con su progresión, en la temporada 1971-72 se proclamó campeón de liga tras un agónico final en el que los jugadores del Derby cantaron el alirón estando de vacaciones en Cala Millor (Mallorca), al producirse la derrota del Leeds United y el empate del Liverpool, resultados que necesitaban los carneros después de haber acabado ellos la liga una semana antes. El año siguiente harían un buen papel en la Copa de Europa, siendo eliminados en semifinales contra la Juventus en un partido con polémica por un presunto soborno de los italianos a los árbitros de la ida y de la vuelta.
Clough y Taylor salieron del Derby County en octubre de 1973 por problemas con el presidente Sam Longson y la directiva, a lo que McGovern y sus compañeros reaccionaron con una carta pidiendo su restitución e incluso proponiendo una huelga. Las reacciones no tuvieron éxito y excompañero de John, Dave Mackay se hizo cargo del banquillo del Derby. Clough ese año entrenó al Brighton & Hove Albion, al cual intentó llevar a McGovern, pero este rechazó la oferta por encontrarse en tercera división. Sin embargo el año siguiente Clough fue al Leeds United, desde donde volvió a hacer la oferta a John, que en este caso sí aceptó. En Leeds era asociado a Clough por ser él quien lo llevó consigo, y la impopularidad de este trajo consigo la del propio McGovern. Además, le tocó tener que sustituir a su veterano compatriota Billy Bremner, que estaba sancionado por una disputa con Kevin Keegan. Clough solo duró 44 días en el club, y en enero de 1975 fichó por el Nottingham Forest de la segunda división, a donde volvió a llevar a McGovern.
En Nottingham fue parte de un equipo que ascendió en la temporada 1976-77 a la First Division, logró ganar la liga —siendo recién ascendido— y la League Cup la temporada siguiente, y culminó ganando en 1979 y en 1980 la Copa de Europa, además de otra League Cup. McGovern, como capitán del Forest, levantó en el Estadio Olímpico de Múnich y en el Santiago Bernabéu de Madrid el trofeo por clubes más prestigioso del continente.

## Clubes

### Como jugador[12]
| Club                          | Periodo | PJ (G)  | División           |
| ----------------------------- | ------- | ------- | ------------------ |
| Hartlepools United Inglaterra | 1965-66 | 1 (0)   | FL Fourth Division |
| Hartlepools United Inglaterra | 1966-67 | 33 (1)  | FL Fourth Division |
| Hartlepools United Inglaterra | 1967-68 | 33 (4)  | FL Fourth Division |
| Hartlepools United Inglaterra | 1968-69 | 18 (0)  | FL Third Division  |
| Derby County Inglaterra       | 1968-69 | 18 (0)  | FL Second Division |
| Derby County Inglaterra       | 1969-70 | 33 (4)  | FL First Division  |
| Derby County Inglaterra       | 1970-71 | 34 (6)  | FL First Division  |
| Derby County Inglaterra       | 1971-72 | 40 (3)  | FL First Division  |
| Derby County Inglaterra       | 1972-73 | 39 (1)  | FL First Division  |
| Derby County Inglaterra       | 1973-74 | 26 (2)  | FL First Division  |
| Leeds United Inglaterra       | 1974-75 | 4 (0)   | FL First Division  |
| Nottingham Forest Inglaterra  | 1974-75 | 8 (0)   | FL Second Division |
| Nottingham Forest Inglaterra  | 1975-76 | 41 (0)  | FL Second Division |
| Nottingham Forest Inglaterra  | 1976-77 | 39 (0)  | FL Second Division |
| Nottingham Forest Inglaterra  | 1977-78 | 31 (4)  | FL First Division  |
| Nottingham Forest Inglaterra  | 1978-79 | 36 (0)  | FL First Division  |
| Nottingham Forest Inglaterra  | 1979-80 | 41 (2)  | FL First Division  |
| Nottingham Forest Inglaterra  | 1980-81 | 27 (0)  | FL First Division  |
| Nottingham Forest Inglaterra  | 1981-82 | 30 (0)  | FL First Division  |
| Bolton Wanderers Inglaterra   | 1982-83 | XX (XX) | FL Second Division |
| Bolton Wanderers Inglaterra   | 1983-84 | XX (XX) | FL Third Division  |
| Bolton Wanderers Inglaterra   | 1984-85 | XX (XX) | FL Third Division  |

### Como entrenador
- 82-85 bolton (entrenador-jugador) 118 partidos como ent; 16(0) como jugador
- 94-96 rotherham (con gemmill)
- 97-98 woking